# Dorfkirche Nielebock

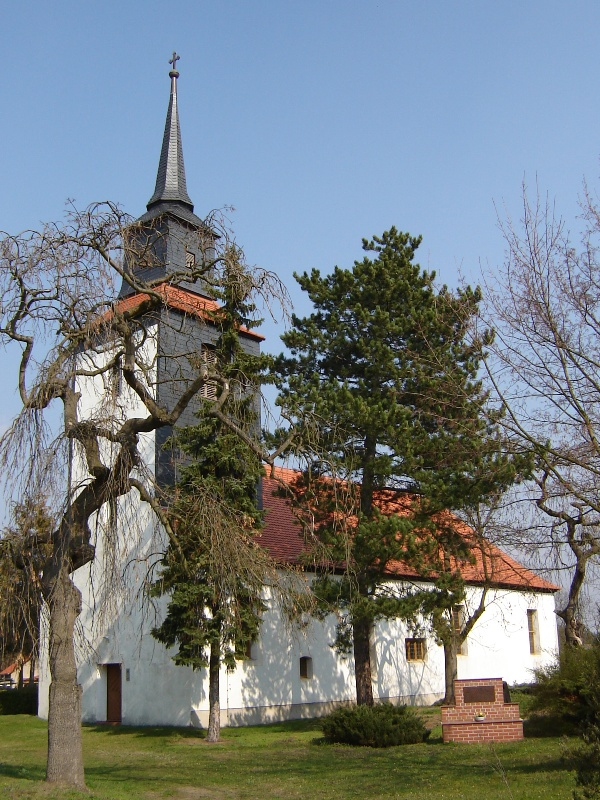
Kirche in Nielebock

Die Dorfkirche Nielebock ist ein evangelisches Kirchengebäude in Nielebock, einem Ortsteil der Stadt Jerichow im Landkreis Jerichower Land in Sachsen-Anhalt. Die Kirche steht nördlich der Durchgangsstraße in der Mitte des Ortes.
Sie gehört zum Pfarrbereich Jerichow im Kirchenkreis Stendal der Evangelischen Kirche in Mitteldeutschland.

## Beschreibung
Sie wurde um 1700 als verputzte einschiffige Saalkirche aus Bruchsteinen und Ziegeln erbaut. Über dem Westgiebel wurde der quadratische Kirchturm errichtet. Er trägt ein konkav gebogenes Zeltdach, das ein ebenfalls quadratisches Uhrengeschoss mit einer achteckigen Spitze trägt. Das Kirchenschiff trägt innen eine flache Decke. Zur Ausstattung gehören das Kastengestühl, eine kurze Hufeisenempore an der Westwand. In einer mit Pilastern und Füllungen mit Bibelzitaten verzierten Kanzelwand aus dem Jahr 1736 ist die fünfseitige Kanzel eingelassen. Nach Süden hin schließt sich das vergitterte Pfarrgestühl an. Ein den Pastor Salomon Tiefenbach darstellendes Gemälde stammt von 1695. Das spätklassizistische Orgelprospekt wurde in der 2. Hälfte des 19. Jahrhunderts angefertigt. Die Glocke der Kirche wurde 1745 von dem Magdeburger Franz Andreas Ziegner aus Bronze gegossen. Im Jahr 1426 wird die Pfarrkirche in „Nylebugk“, im Bistum Havelberg gelegen, erstmals urkundlich genannt.

## Einzelnachweis
1. ↑  Vgl. Repertorium Germanicum (online). Band 4, Nr. 10764.

Koordinaten: 52° 26′ 10″ N, 12° 4′ 1″ O